# هیورهیل (ماساچوست)
هیورهیل(به انگلیسی: Haverhill) شهری در شهرستان اسکس ایالت ماساچوست می‌باشد که در سال ۱۶۴۱ بنیان‌گذاری شده‌است. این شهر در سرشماری سال ۲۰۱۰ میلادی، ۶۰٬۸۷۹ نفر جمعیت داشته‌است.